# Британський Цейлон
Британський Цейлон (синг. බ්‍රිතාන්‍ය ලංකාව Britanya Lankava, там. பிரித்தானிய இலங்கை Birithaniya Ilangai) — період історії Шрі-Ланки, починаючи з моменту завоювання Великою Британією спільно з державою Канді голландських володінь на Шрі-Ланці до 1796 року і закінчуючи утворенням домініону Цейлон в 1948 році.

## Британське завоювання голландських володінь
У 1795 році Республіка Об'єднаних провінцій була завойована Францією. Новостворена Батавська республіка виступила на боці Франції в її війнах з Великою Британією. На Шрі-Ланці це призвело до того, що англійці, які уклали військовий союз з Кандійською державою, до 1796 завоювали всі голландські володіння.
З 1796 по 1798 роки захоплена англійцями територія перебувала у складі Мадраського президентства Індії, і управління островом здійснювалося представниками англійського військового командування та директорами Британської Ост-Індської компанії. Непомірні податки і відкритий грабіж місцевого населення службовцями Компанії стали причиною селянського повстання, що охопило в 1797 році прибережні райони південного заходу і півночі острова, і пригніченого лише через рік англо-сипайськими частинами.

## Утворення колонії
У 1798 році були проведені зміни в системі управління. На чолі цивільної та військової адміністрації був поставлений губернатор, відповідальний перед Міністерством у справах колоній; контроль же над збором податків і торговими монополіями залишалися в руках чиновників Ост-Індської компанії. Система двоїстого управління проіснувала аж до 1800 року, коли Цейлон був повністю виведений зі складу Мадраського президентства і перетворений в окрему британську королівську колонію. Британське панування над прибережними районами Цейлону було закріплено Ам'єнським мирним договором 1802.
У перше десятиліття XIX століття англійці формували політику на острові, виходячи з досвіду своїх попередників — голландців, багато з яких залишилися на Цейлоні і надійшли на службу в Британську Ост-Індську компанію. Релігійна політика колоніальних властей поставила в нерівне становище храми і монастирі різних областей острова, і вивільнила буддійську сангху з-під централізованого контролю з боку світської адміністрації. Поширення християнства і прояв християнізованого прошарку цейлонця привели до створення ще більш складної релігійної ситуації. Політика експропріації храмової земельної власності, позбавлення буддистів багатьох привілеїв зробила сангху опозиційною британським колонізатором, вела до активного включення її радикальних членів в громадсько-політичну діяльність.
У 1806 році була знята введена голландцями заборона на проповідь католицизму, в результаті чого активну пропаганду християнства на острові вели англіканці, баптисти, методисти та католики. Англійська влада прагнула створити християнізований прошарок серед місцевого населення, який служив би провідником британської політики.

## Британське завоювання держави Канді
Після захоплення колишніх голландських володінь на Шрі-Ланці англійці направили свої військові, політичні та ідеологічні зусилля на завоювання Кандійської держави. В результаті складних інтриг і підкупу англійцям вдалося домогтися підтримки з боку частини Кандійської знаті, невдоволеної діями правителя Шрі Викрама Раджасінгхі, який, намагаючись зміцнити збройні сили Кандійської держави для захисту від англійців, обмежив привілеї місцевої верхівки, ввів нові податки, зазіхнув на власність буддійського духовенства. Це відштовхнуло від нього багатьох колишніх прихильників і привело їх до відкритого союзу з англійцями.
У 1815 році Кандійська держава було окупована британськими військами і включена до складу королівської колонії Цейлон. Колишній правитель Канді був позбавлений влади і висланий в Мадрас, а територія колишнього Кандійської держави склала окрему адміністративну область, передану у ведення англійського резидента, підзвітна губернатору прибережних районів. Усвідомлюючи, що панування в центральних районах острова залежить від того, чи вдасться зберегти союз з тією частиною аристократії і уряду, яка підтримала їх у боротьбі з останнім Кандійської правителем, англійська адміністрація зробила кроки щодо її залученню до державно-колоніального апарату.

## Колоніальні перетворення першої половини XIX століття
Велике селянське повстання, що охопило внутрішні райони острова в 1817—1818 роках, переконало англійську владу в необхідності якнайшвидшої адміністративно-політичної та економічної перебудови на знову окупованих територіях з метою якнайшвидшої стабілізації становища в колонії. Представники Кандійської земельної знаті і верхівка буддійського духовенства були послідовно позбавлені багатьох привілеїв і поставлені в залежність від британської колоніальної адміністрації.
У 1820-х роках були підготовлені умови для створення на Цейлоні плантаційного господарства. Розпочаті конфіскації храмових і общинних земель та земельних володінь Кандійського правителя і вірного йому оточення на користь британської корони заклали його економічну основу. Бурхливий розвиток плантаційного господарства поставило адміністрацію перед необхідністю створення більш сприятливих умов для приватного капіталістичного підприємництва. Першими плантаторами на Цейлоні стали чиновники колоніальної адміністрації, але з 1845 року, за розпорядженням Міністерства у справах колоній, їм було заборонено займатися вирощуванням плантаційний культур до закінчення терміну служби. Це призвело до залучення в плантаційний сектор Цейлону англійського приватного капіталу.

## Політичні перетворення середини XIX століття
У першій половині XIX століття при генерал-губернаторові була створений Законодавча рада, і реорганізований існувавша раніше Виконавча рада. До складу Виконавчої ради увійшли п'ять вищих чиновників англійського колоніального апарату. Законодавча рада включалав дев'ять офіційних (англійці) і шість неофіційних членів (троє представляли інтереси англійського приватного підприємництва, троє — верхівку цейлонського суспільства).
У 1864 році неофіційні члени Законодавчої ради на чолі з Дж. Уоллом вперше проголосували проти схвалення політики англійських колоніальних властей, в тому числі і в галузі розвитку плантаційного сектора. Рішення було прийнято голосами офіційних членів, однак сам факт опозиції отримав широкий резонанс серед несформованого середнього класу прибережних районів. У листопаді 1864 року всі шість неофіційних членів Законодавчої ради відмовилися від своїх посад і заснували першу суспільно-політичну організацію в країні — цейлонську лігу. Влада була вимушена піти на деякі поступки, і Законодавчій раді було надано право контролю над бюджетом.

## Цейлон в кінці XIX— початку XX століть
З введенням в 1870-х роках грошової форми земельного податку посилився процес обезземелення в цейлонських селах. Утримання селянських ділянок ставало все більш дорогим, і багато селянських господарств стали переходити до часткового використання своїх земель під експортні культури плантацій, що давали велику грошову виручку з одиниці площі. Це призвело до падіння виробництва рису; після 1885 року кількість імпортованого рису перевершувало місцеве виробництво.
Загибель кавових плантацій в результаті хвороби кавового аркуша в 1870-і роки привела до зубожіння значної частини сільського населення, вимушеного закладати або продавати землі, на яких воно займалося вирощуванням кавового дерева. З кінця 1870-х — початку 1880-х років основною плантаційною культурою на Цейлоні стає чайний кущ. Послідовне розширення площ під чайними плантаціями сприяло швидкому збільшенню виробництва готової продукції та розвитку промисловості по переробці чайного листа. Перехід до створення акціонерних компаній з виробництва чаю спричинив за собою створення нових організаційних форм керівництва — керуючих агентств, що дозволили багатьом англійським плантаторам повернутися на батьківщину і перетворитися на рантьє, що живуть на дивіденди з капіталу, вкладеного в чайні плантації.
До початку XX століття 90 % в експорті займали три основні плантаційні культури — чай, каучук та продукти кокосової пальми. Склалося розмежування «сфер впливу»: англійський капітал займав ключові позиції в виробництві, переробки та експорті чаю та інших основних експортних культур, місцевий же капітал вкладався у виробництво так званих другорядних експортних культур (арекова пальма, тютюн, шоколадне дерево, цитронелла), в дрібні текстильні і харчові підприємства, у видобуток графіту і дорогоцінного каміння.
Диференційована політика британської адміністрації щодо різних релігійних громад призвела до посилення етноконфесійної конфронтації. Послідовно наростало протистояння між сингалами-буддистами і тамілами-індуїстами. Зростаючі шовіністичні настрої сингальських націоналістів призвели до виникнення на рубежі XX століття вкрай націоналістичного руху під керівництвом Мунідаси Кумаратунга, спрямованого на створення «чисто сингальского суспільства» на Цейлоні, і було основою для пізнішого оформлення просингальських партій. В 1905 році буддійські активісти створили цейлонську лігу соціальних реформ під керівництвом Ананди Кумарасвамі. Конфлікт між буддистами і мусульманами привів до того, що мусульманська буржуазія відкрито стала на бік колоніальних властей і виступила проти передачі влади в руки цейлонців.
В 1910 році була здійснена реформа Законодавчої ради, закріплена конституцією 1912 року. Згідно з реформою, число членів Ради було збільшено до 21 людини із збереженням більшості за офіційними членами (11 проти 10 неофіційних). Шість офіційних членів (2 рівнинних сингала, 2 таміла, 1 Кандійських сингала, 1 мавр) призначалися генерал-губернатором, який зберігав всю повноту влади, 4 — обиралися на основі високого майнового та освітнього цензу. У число обраних членів входили 2 європейця, 1 бюргер (нащадок від шлюбів голландців з представниками місцевого населення) та 1 «освічений цейлонець».

## Цейлон в роки Першої світової війни
Після оголошення Цейлону воюючою стороною члени Законодавчої ради одноголосно проголосували за надання додаткових фінансових коштів метрополії. Зростання цін на продовольство і предмети першої необхідності, гостра нестача продуктів харчування вели до посилення невдоволення політикою британської влади, з одного боку, і до наростання протиріч між різними соціальними, етнічними та конфесійними групами — з іншого. В результаті в 1915 році відбулося повстання, в ході якого прозвучали як антиколоніальні заклики, так і проявилося прагнення окремих угруповань використати повстання в своїх вузькокорисливих цілях, добившись у колоніальної адміністрації окремих поступок за рахунок загальнонаціональних інтересів.

## Цейлон у міжвоєнний період
В 1919 році виникла перша загальноцейлонська націоналістична організація — Цейлонський національний конгрес (ЦНК). В 1921 році всередині ЦНК стався розкол, що призвів до відокремлення тамільських націоналістів, що почали боротьбу за збільшення тамільського представництва в Законодавчій раді, що закріпило традицію побудови політичних партій по національно-релігійним принципом. Проте ні ЦНК, ні Цейлонський тамільський конгрес, ні Цейлонський індійський конгрес (захищав «індійських тамілів»), ні Цейлонська мусульманська ліга (висловлювала вимоги цейлонських маврів) не виставляли своїх представників на виборах до Законодавчої ради як партії: їх представники брали участь у виборах як незалежні кандидати, що не зобов'язані дотримуватися програми своєї партії.
В 1923 році була прийнята Конституція Меннінга-Девоншира, відповідно до якої склад членів Законодавчої ради було збільшено до 49, число обраних членів — до 34 осіб (з них 23 обиралися за територіальним, а 11 — за общинним принципом). За англійським губернатором Цейлону залишалося право вето. Виборче право поширювалося на 4 % населення. Провінції отримали можливість здійснювати управління і проводити соціально-економічні заходи в рамках своєї юрисдикції.
З другої половини 1920-х років змінюється концепція політики Великої Британії в Південній Азії у зв'язку з приходом до влади в метрополії лейбористів. Концепція лейбористів в колоніальному питанні полягала в ідеї поступової трансформації імперії в Британську співдружність націй. Тому в 1927 році на Цейлоні почала свою діяльність комісія Дономора, результатом роботи якої стало прийняття конституції 1931 року, що передбачала введення загального виборчого права і скасування общинного принципу формування законодавчих органів. На зміну Законодавчій раді прийшов Державна рада, що обирається загальним голосуванням за територіальною ознакою.
До кінця 1937 року англійський уряд визнав за необхідне змінити конституцію, доручивши це генерал-губернатору Колдекотту. Обговорення «Депеші реформ» Колдекотта визначило політичне життя країни в другій половині 1930-х років і тривало аж до початку Другої світової війни.

## Цейлон у роки Другої світової війни
5 вересня 1939 року англійський губернатор Цейлону виступив у Державній раді із заявою про те, що Цейлон є воюючою стороною. Державна рада схвалила рішення про виділення коштів на зміцнення оборони країни, а також запровадження нормованого розподілу продуктів харчування, текстилю та ряду промислових товарів. Англійська адміністрація ввела закон «Про захист Цейлону», що давав владі право розпуску будь-якої політичної організації, а також заборони на проведення зборів і демонстрацій.
Зі вступом у Другу світову війну Японії зросло стратегічне значення Цейлону. Порти Коломбо і Тринкомалі були перетворені на військові бази. У березні 1942 року в Коломбо прибув англійський командувач збройними силами Цейлону Дж. Лейтон, який став головою не тільки військових, а й цивільних адміністративних властей. У Пераденії (поблизу міста Канді) розмістився штаб командування збройних сил союзників в країнах Південно-Східної Азії на чолі з лордом Маунтбеттеном.
У 1942 році на Келанійській сесії ЦНК його лідери поставили своєю метою домогтися від англійських колоніальних властей обіцянки розглянути питання про надання Цейлону самоврядування після закінчення війни. Відповідно до досягнутих домовленостей в 1944 році на Цейлоні почала роботу Комісія Соулбері для вироблення основ майбутнього державного устрою країни. В 1943 році на базі існуючих гуртків з вивчення марксизму була утворена Комуністична партія Цейлону.

## Цейлон після Другої світової війни
У жовтні 1945 року на базі пропозицій Комісії Соулбері була підготовлена «Біла книга» з текстом нової цейлонської конституції, яка, однак, не передбачала повної незалежності для острова, а зберігала його в сфері британської юрисдикції. Пост генерал-губернатора передавався представникам цейлонського суспільства, тим не менш глава законодавчої влади призначався англійським урядом.
У ході протиборства навколо положень Конституції Соулбері стався розкол всередині ЦНК: з нього вийшла права угруповання, яка підтримала англійські пропозиції і утворила Об'єднану національну партію (ОНП). ОНП зайняла провідні позиції в Державній раді і Раді міністрів, ЦНК ж став партією опозиції, відійшов на другий план як потенційний правонаступник владних повноважень від англійської сторони. Тамільські партії, а також Цейлонська мусульманська ліга стояли осторонь від діяльності як ОНП, так і ЦНК, вважаючи їх просингальськими утвореннями, і домагалися від англійської сторони встановлення системи «збалансованого представництва», тобто надання 50 % місць у законодавчих органах сингалам і 50 % місць — представникам національних меншин.
4 лютого 1948 року був офіційно створений домініон Цейлон.